# ساول إس. فريدمان
ساول إس. فريدمان (بالإنجليزية: Saul S. Friedman)‏ هو مؤرخ أمريكي، ولد في 8 مارس 1937 في مقاطعة فاييت في الولايات المتحدة، وتوفي في 31 مارس 2013.

## وصلات خارجية
- ساول إس. فريدمان على موقع IMDb (الإنجليزية)